# Високошвидкісна залізниця Танжер — Касабланка
Високошвидкісна залізниця Танжер — Касабланка LGV (фр. Ligne à Grande Vitesse, «Високошвидкісна залізниця») — перша швидкісна залізнична лінія в Марокко, а також перша в своєму роді в Африці. Будівництво було розпочато в листопаді 2007 року, перша черга Кентіра — Танжер, завдовжки 200 км, була введена в експлуатацію 15 листопада 2018 року.

## Проект
Ця високошвидкісна лінія є частиною мережі, яка моделюється з французької мережі TGV, і, як очікується, має досягти довжини 1500 км в 2035 році. Планується будівництво двох основних ліній: Атлантична лінія завдовжки приблизно 900 км (Танжер — Рабат — Касабланка — Марракеш — Агадір) та Магрибська лінія завдовжки 600 км (Рабат — Мекнес — Фес — Уджда). Дільниця Танжер — Кенітра — перша черга Атлантичної лінії.
Сенс будівництва нової лінії полягає в тому, щоб звільнити вельми завантажені маршрути між економічними центрами Касабланка, Рабат і Танжер. З перенесенням пасажирських перевезень на великі відстані до швидкісних ліній, вільні потужності вантажообігу на Атлантичній лінії будуть використовуватися для вантажного транспорту до порту Касабланка та контейнерного терміналу Танжер-Мед. Ці заходи мають допомогти збільшити економічне зростання Марокко.
У довгостроковій перспективі Магрибська лінія буде прямувати через кордон до Алжиру та Тунісу. Також існують плани щодо Гібралтарського тунелю під Гібралтарською протокою від Танжера до Таріфи в іспанському регіоні Андалусія. Це дозволить LGV Танжер — Касабланка бути сполученим з європейською високошвидкісною мережею. Час проїзду між столицями Рабатом та Мадридом тоді має становити чотири години

## Фінансування
Кошторисна вартість черги LGV Танжер-Кенітра оцінюються приблизно в 1,8 мільярда євро (або 20 мільярдів дирхамів). З них 900 мільйонів витрачено на залізничну інфраструктуру, 500 мільйонів на обладнання та 400 мільйонів на транспортні засоби. Понад половину (920 мільйонів євро) виділяють французькі та європейські партнери (частково у формі допомоги у сфері розвитку), Марокканська держава та Фонд Хасана II — 500 мільйонів євро. Різноманітні арабські суверенні фонди внесли в цілому 380 мільйонів євро.

## Рухомий склад
10 грудня 2010 р. ONCF підписав контракт на суму майже 400 млн. Євро з Alstom за для покупки 14 потягів TGV 2N2, кожен з яких здатен перевозити 533 пасажири.